# 羽越しな布
羽越しな布（うえつしなふ）は、山形県鶴岡市と新潟県村上市の境界付近の集落に伝わる織物。2005年（平成17年）に経済産業大臣指定伝統的工芸品の指定を受けた。しな布の産地である庄内地方の古い国名・羽前と、新潟県の古い国名・越後から、頭2文字をとって名付けられている。

## 概要
鶴岡市温海地域の鼠ヶ関と村上市山北地域の山間部に位置する関川、雷、山熊田の3集落で生産されている。地域に自生するシナノキやオオバボダイジュなどシナノキ属の落葉樹の樹皮（内皮）から取り出した繊維を、糸にして布状に織り上げたものである。布に仕上げるまでの製作には、21の工程と1年近い歳月を要する。その起源は平安時代まで遡る。丈夫で水に強く、かつては衣類や穀物袋、漁網など生活用品に広く用いられたが、現在は暖簾、帽子、鞄、ペンケースなどの主に趣味の工芸品として生産されている。

## 施設

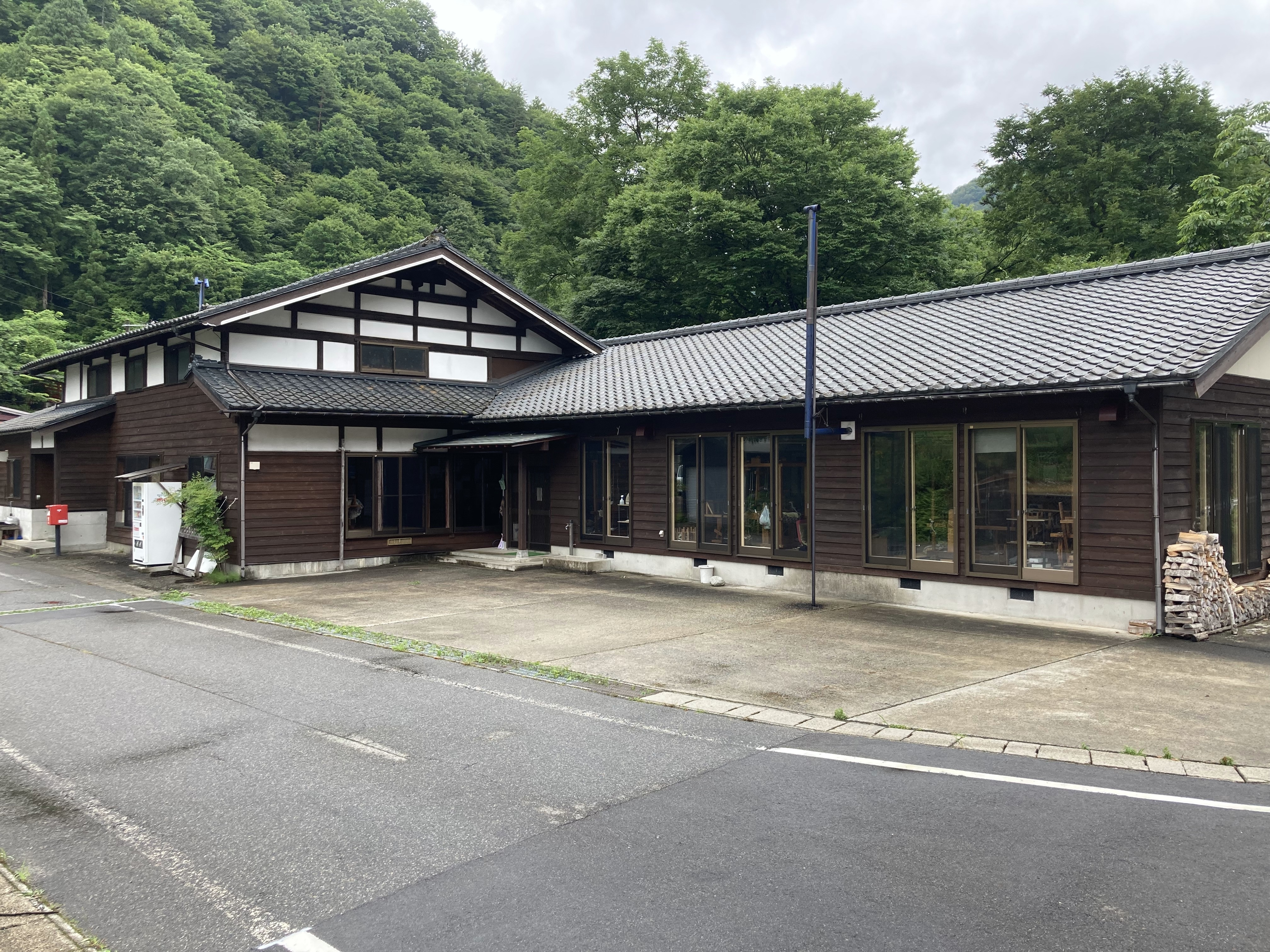
さんぽく生業の里（2021年8月）

関川集落には体験・展示・販売などの拠点施設「関川しな織センター」がある。また、山熊田集落には、2000年（平成12年）に有志が設立した体験施設「さんぽく生業の里」がある。